# 栃木市立千塚小学校
栃木市立千塚小学校（とちぎしりつ ちづかしょうがっこう）は、栃木県栃木市大森町にある公立小学校。

## 通学区域
旧吹上村域の西部に相当する地区が千塚小学校の学区となっている。
栃木市
- 宮町[1]
- 千塚町
- 大森町
- 仲方町

- 梓町
- 吹上町の一部
- 野中町の一部

## 周辺
- 栃木市役所吹上出張所
- 吹上郵便局
- ヤオハン 大森店
- コメリハード&グリーン 大森店

## 交通
- 東武鉄道日光線 合戦場駅より約4.7km